# Barrio la Joya, Delstaten Mexiko
Barrio la Joya är en ort i Mexiko.   Den ligger i kommunen Villa de Allende och delstaten Mexiko, i den södra delen av landet, 100 km väster om huvudstaden Mexico City. Barrio la Joya ligger 2 558 meter över havet och antalet invånare är 1 252.
Terrängen runt Barrio la Joya är kuperad åt sydväst, men åt nordost är den platt. Runt Barrio la Joya är det ganska tätbefolkat, med 124 invånare per kvadratkilometer. Närmaste större samhälle är San Simón de la Laguna, 14,3 km söder om Barrio la Joya. I omgivningarna runt Barrio la Joya växer huvudsakligen savannskog.